# Gfarmファイルシステム
Gfarm file systemは、一般に大規模なクラスターコンピューティングや広域のデータ共有で利用されているオープンソースの分散ファイルシステムである。Gfarmは複製場所を明示的に管理する機能を提供する。名前は、Gfarmが実装するGrid Data Farmアーキテクチャに由来する。
Grid Datafarmは、日本で開始されたペタスケールのデータインテンシブ・コンピューティングのプロジェクトである。高エネルギー加速器研究機構（KEK）、産業技術総合研究所（AIST）、High Performance Computing Infrastructure project、東京大学、東京工業大学、筑波大学とのコレボレーションで行われた。プロジェクトの課題としては、世界中のグリッドに分散しているPCのローカルストレージを活用するペタスケールからエクサスケールの並列ファイルシステムの構築がある。